# Güney, Yeşilova
Güney là một thị trấn thuộc huyện Yeşilova, tỉnh Burdur, Thổ Nhĩ Kỳ. Dân số thời điểm năm 2010 là 1.763 người.